# Giovanni Piacentini (Pseudokardinal)

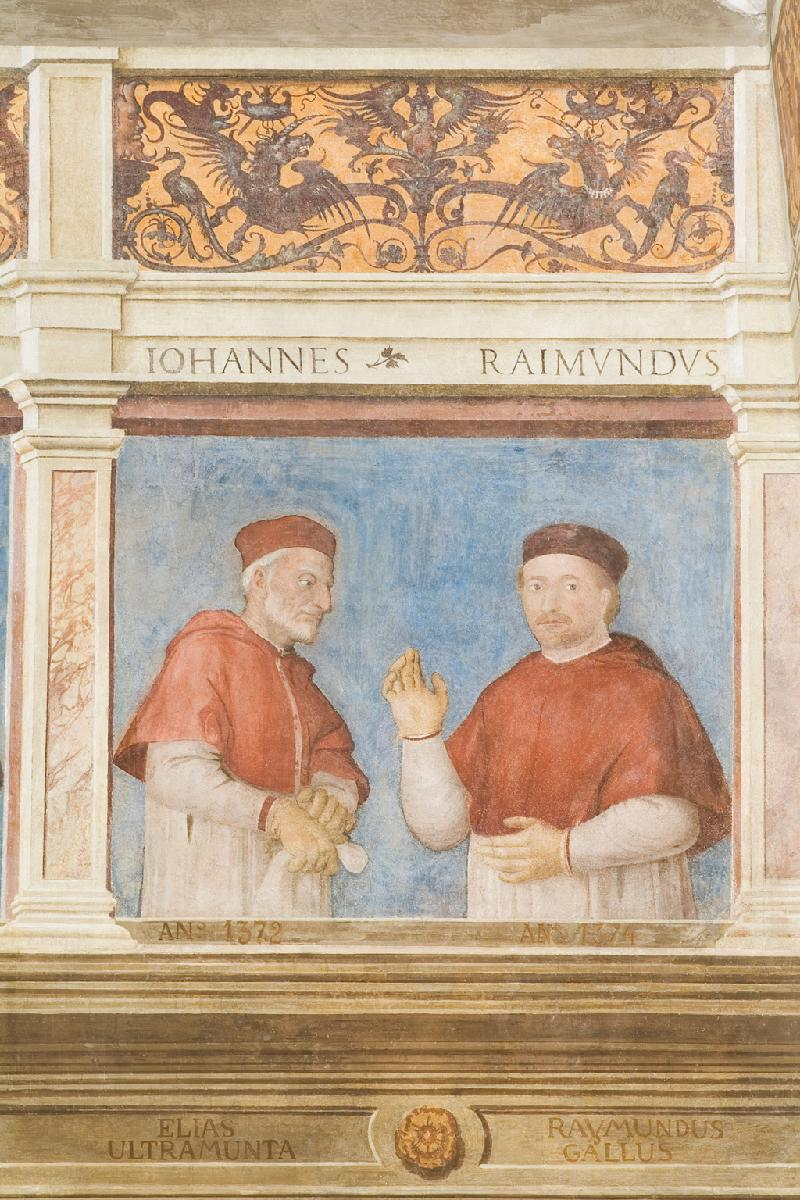
Porträts von Bischof Giovanni Piacentini und Bischof Raimondo, Bischofspalast, Padua

Giovanni Piacentini (* 1330/1340 in Parma; † 9. Mai 1404) war ein italienischer römisch-katholischer Erzbischof und Pseudokardinal.

## Leben
Er war der Sohn von Bartolomeo (oder Ciriaco) Piacentini.
Er war Kanoniker des Domkapitels von Padua. Nachdem Pileo da Prata zum Bischof von Treviso ernannt worden war, folgte Giovanni ihm als Archidiakon. Er hatte einige Auseinandersetzungen mit der Adelsfamilie Carraresi. Am 8. März 1364 wurde er zum Bischof von Cervia ernannt. Am 13. Januar 1369 wurde er Bischof von Padua, wo er bis 1371 blieb, als er zum Erzbischof von Patras befördert wurde. 1373 wurde er Verwalter des Bistum Orvieto ernannt, konnte das Amt aber nicht einnehmen, da Pietro Bohier sein Bistum nicht verließ. Vier Jahre später wurde er in die Diözese Castello versetzt. 
Im Dezember 1378 schloss er sich dem Gehorsam von Gegenpapstes Clemens VII. an. Als Folge setzte Papst Urban VI. ihn ab und er folgte dem Gegenpapst nach Avignon. Hier kreierte Clemens VII. ihn im Konsistorium vom 12. Juli 1385 zum Pseudo-Kardinalpriester. Am 20. Juli 1387 erhielt er den Titel eines Kardinals von San Ciriaco alle Terme Diocleziane. Nach dem Tod von Gegenpapstes Clemens VII. nahm er am Konklave von Avignon 1394 teil, bei dem der Gegenpapst Benedikt XIII. gewählt wurde. Im Jahr 1401 wurde er Kardinalprotopriester des Gehorsams von Avignon. Er starb im Jahr 1404.